# Акжарский район
Акжарский район (каз. Ақжар ауданы) расположен в Северо-Казахстанской области Казахстана. Административный центр района — село Талшик.

## География
Район находится на востоке Северо-Казахстанской области. Граничит на севере с Омской областью Российской Федерации, на востоке с Уалихановским районом, на юге с Енбекшильдерским районом, на западе с Бурабайским районом Акмолинской области, Тайыншинским и районом Магжана Жумабаева Северо-Казахстанской области. Расстояние от райцентра до областного центра города Петропавловск — 325 км.
Рельеф территории района большей частью представляет пологоволнистую равнину с водораздельными впадинами с небольшими озёрными котловинами; абсолютная высота — 150—250 м. К югу от села Талшик имеется небольшой мелкосопочник, с относительной высотой сопок в 10—20 м.
В недрах разведаны запасы естественных строительных материалов — песка и глины. Климат континентальный. Средние температуры января — −18…-19°С, июля — 19…20°С; в отдельные годы температурный, максимум в июле достигает 40°С, в январе опускается ниже −40°С. Осадков выпадает 250—300 мм в год. Акжарский район находится в пределах степной зоны. Почвы чернозёмные. Растут типчак, ковыль, овсец, полынь и другие. Обитают волк, лисица, корсак, заяц, суслик, тушканчик; из птиц — гуси, лебеди, краснозобые казарки, куропатки, беркуты и другие.
Район слабо обеспечен пресными поверхностными и грунтовыми водами. Реки Шат, Карашат, Карасу, Ащису, Мукур, Айрык и многочисленные лога бывают полноводными только в период весеннего снеготаяния. После паводка реки превращаются в состояние плёсов, воды которых в летнее время резко осолоняются. На территории района есть озёра: Улькен-Карой, Киши-Карой, Карасор, Жантайсор, Кулыколь. Из них только озеро Жантайсор — пресное, озеро Кулыколь — болотистое, сплошь покрытое густыми зарослями тростника, остальные — сильно солёные, и не имеют стока.

## История
В 1974 году был образован Ленинский район в составе Кокчетавской области. В 1997 году он был слит с Ленинградским районом, переименован в Акжарский район и при упразднении Кокшетауской области передан в Северо-Казахстанскую область. В 1990-е и 2000-е район подвергся интенсивной депопуляции, ещё по переписи 1989 года совокупное население обеих районов достигало 66,9 тыс. чел. Депопуляция сопровождалась резким увеличением доли казахов в населении, при том, что общая численность жителей всех национальностей снизилась.

## Население
Национальный состав (на начало 2019 года):
- казахи — 12 288 чел. (78,26 %)
- русские — 2208 чел. (14,06 %)
- украинцы — 396 чел. (2,52 %)
- немцы — 227 чел. (1,45 %)
- белорусы — 189 чел. (1,20 %)
- татары — 196 чел. (1,25 %)
- поляки — 48 чел. (0,31 %)
- другие — 150 чел. (0,96 %)
- Всего — 15 702 чел. (100,00 %)

## Административно-территориальное деление
Акжарский район состоит из 12 сельских округов, в составе которых находится 24 села:
| Сельские округа                  | Население, чел. (2009) | Населённые пункты                                        |
| Айсаринский сельский округ       | 331                    | село Айсаринское                                         |
| Акжаркынский сельский округ      | 1285                   | село Акжаркын, село Ащиколь                              |
| Алкатерекский сельский округ     | 904                    | село Алкатерек                                           |
| Восходский сельский округ        | 609                    | село Восходское, село Аксай                              |
| Кенащинский сельский округ       | 416                    | село Кенащы, село Байтус                                 |
| Кишикараойский сельский округ    | 847                    | село Бостандык, село Киши-Караой                         |
| Кулыкольский сельский округ      | 1171                   | село Кулыколь, село Карашилик                            |
| Ленинградский сельский округ     | 4840                   | село Ленинградское, село Дауит, село Кызылту             |
| Майский сельский округ           | 556                    | село Майское                                             |
| Талшикский сельский округ        | 4802                   | село Талшик, село Казанское, село Ульгули, село Тугуржап |
| Улькен-Караойский сельский округ | 1412                   | село Баймырза, село Горьковское                          |
| Уялинский сельский округ         | 1031                   | село Уялы, село Аксары                                   |

## Экономика
В районе имеются: комбинат строительно-монтажных конструкций, хлебо- и маслозаводы, элеватор, строительные и автотранспортные предприятия. В сельском хозяйстве работают около 600 крестьянских хозяйств. По территории района проходит железная дорога Костанай — Кокшетау — Kapacук.